# Foz de Arouce
Foz de Arouce is een plaats (freguesia) in de Portugese gemeente Lousã en telt 1112 inwoners (2001).